# Bruno Balke
Albert HL Bruno Balke (Braunschweig, 6 settembre 1907 – Grand Junction (Colorado), 7 giugno 1999) è stato un alpinista, medico e fisiologo tedesco, naturalizzato statunitense, fu un componente della spedizione alpinistica tedesca al Nanga Parbat del 1938. Fu il primo fisiologo dell'esercizio a tracciare la relazione precisa tra consumo di ossigeno, esercizio e salute cardiovascolare. Fu uno dei primi sostenitori dell'esercizio per i pazienti cardiaci in un'epoca in cui il riposo a letto era la prescrizione generale.

## Biografia
Dopo aver completato la carriera scolastica, Balke si formò come insegnante di ginnastica e sport presso l'Università tedesca di educazione fisica di Berlino. Studiò poi medicina all'Università di Berlino e ottenne la licenza per esercitare la professione medica nel 1936. Balke lavorò poi nel dipartimento di medicina sportiva dell'Università di Berlino fino al 1942. Dopo il suo incarico di assistente, conseguì il dottorato nel 1937 a Berlino, il titolo della sua tesi fu: “Sulle emorragie polmonari di origine cardiaca, in particolare sulla stenosi mitralica”. Balke prese parte alla spedizione alpinistica tedesca al Nanga Parbat del 1938 come scienziato e medico accompagnatore. Questa esperienza ispirò il suo interesse duraturo per le prestazioni umane in condizioni ambientali estreme.
Durante la seconda guerra mondiale, Balke prestò servizio come fisiologo e ufficiale medico nella Wehrmacht. Dopo l'attacco all'Unione Sovietica, Balke contrasse l'epatite dopo essere stato ferito da arma da fuoco. Dal 1942 in poi lavorò come medico presso la scuola medica di montagna dell'esercito a Sankt Johann in Tirol, ove studiò l'impatto di fattori ambientali come freddo, caldo e altitudine. Balke prese parte alla conferenza sui "problemi medici in caso di pericolo in mare e in inverno" il 26 e 27 ottobre 1942 a Norimberga, dove venne tenuta anche una relazione sugli “esperimenti di ipotermia” nel campo di concentramento di Dachau.  Balke condusse esperimenti sulle “emopoietine”. Conseguì l'abilitazione presso l'Università di Lipsia nel 1945, ma la sua tesi di abilitazione non fu pubblicata.
Dopo la fine della guerra Balke continuò a lavorare in Tirolo.  Balke emigrò negli Stati Uniti nel 1950 come parte dell'Operazione Paperclip alla Randolph Air Force Base e lavorò lì presso la School of Aviation Medicine fino al 1960.  Dal 1960 al 1964 fu impiegato a Oklahoma City come scienziato senior nella sezione di biodinamica umana del "Civil Aeromedical Research Institute della Federal Aviation Agency". Dal 1964 fino al suo pensionamento nel 1973, Balke fu professore di fisiologia presso l'Università del Wisconsin.  Dal 1965 al 1966, Balke fu presidente dell'American College of Sports Medicine e dal 1969 al 1973, fu il primo editore del "Journal of Medicine and Science in Sports". Balke condusse ricerche sulla fisiologia umana ad altitudini estreme e sulle malattie cardiache e fu coinvolto nello sviluppo di programmi di fitness.  Dopo il suo pensionamento, Balke si trasferì ad Aspen in Colorado.